# Chorał ambrozjański
Chorał ambrozjański, śpiew ambrozjański – odmiana śpiewu liturgicznego
Jego zasady zostały ustalone w IV wieku przez biskupa Ambrożego z Mediolanu (stąd nazywany jest także śpiewem mediolańskim). Ambroży wprowadził do liturgii hymnodię oraz rozpowszechnił na zachodzie śpiew antyfonalny psalmów, który wykształcił się już wcześniej w Antiochii. Chorał ambrozjański jest śpiewem bardziej ornamentalnym niż chorał gregoriański i opiera się zarówno na skalach autentycznych, jak i plagalnych.